# Rastrelli Cello Quartet
Rastrelli Cello Quartet — виолончельный квартет, был создан в 2002 году российским виолончелистом Кириллом Кравцовым и белорусским виолончелистом и аранжировщиком Сергеем Драбкиным в городе Штутгарт в Германии. Так же в состав квартета вошли ученики К. Кравцова — Михаил Дегтярёв и Кирилл Тимофеев.

К. Кравцов, М. Дегтярёв и К. Тимофеев родились в Санкт-Петербурге и окончили Санкт-Петербургскую Государственную консерваторию, поэтому назвали квартет в честь архитектора Бартоломео Растрелли.

## История создания
Идея создания квартета возникла у его художественного руководителя Кирилла Кравцова после знакомства с аранжировками С. Драбкина и нескольких неудачных попыток воплотить их в жизнь в традиционных составах (струнный квартет, квинтет с двумя виолончелями).

«Я понял, что наличие в составе скрипок не позволяет создать желаемую плотность звучания. Я позвонил Сергею и сказал: „Я буду играть первую скрипку“. Он удивлённо спросил: „А кто будет играть вторую и альт?“, на что я ответил: „Мы сделаем квартет виолончелистов“. „Никто не будет слушать четыре виолончели больше десяти минут!“ — воскликнул Сергей. „Попробовать никто не мешает“, — сказал я», — рассказывает Кирилл Кравцов в своём интервью.
Первый концерт коллектива состоялся летом 2002 года в Германии, на джазовом фестивале в городе Меерсбург.
Первая пластинка «Rastrelli Volume 1» была издана ныне несуществующей звукозаписывающей фирмой Amphion Records весной 2003 года. Запись была переиздана компанией Bomba-Piter для России в 2004 году и в 2006 году на немецком лейбле Solo Musica.

## Репертуар
Репертуар квартета — собственные аранжировки (в основном — С.Драбкина) классической музыки, джаза, фолка и рока, композиции участников квартета а также произведения, написанные специально для коллектива, такие как «Concerto for Cello Quartet and Orchestra» композитора Doron Toister, премьера которого состоялась в 2015 году, пьесы аргентинского композитора Saúl Cosentino.
Музыканты активно сотрудничают и экспериментируют в разных жанрах c такими артистами и коллективами, как King’s Singers, Гиора Файдман, Давид Герингас, Жиль Апап, Casal Quartet, Андрей Самсонов, Сергей Шнуров, Светлана Сурганова.

## Дискография
- 2002 — Volume 1 — Amphion Records
- 2003 — Volume 1 — русское издание — Bomba-Piter (Manchester Files)
- 2004 — Volume 2 — TonArt
- 2005 — Cello in Jazz — русское издание Volume 2 — Bomba-Piter (Manchester Files)
- 2006 — Cello in Classic — Bomba-Piter (Manchester Files) — номинация «РекордЪ»
- 2008 — Cello in Buenos-Aires — Bomba-Piter (Manchester Files)
- 2011 — Cello in Sentimental Mood (Volume 5) — Bomba Piter
- 2011 — Volume 5.5 — Bomba Piter
- 2015 — Klezmer Bridges (Совместно с Гиора Фейдман) — Pianissimo
- 2015 — Cello Effect — GENUIN — Диск дня 26.02.2016 Radioklassik Stephansdom
- 2017 — Feidman plays Beatles (Совместно с Гиора Фейдман) —  Pianissimo
- 2018 — Cello & Beatles —  Bomba Piter
- 2021 — A Tribute To Piazzolla (Совместно с Гиора Фейдман) — Macc Records
- 2022 — Rastrelli Effect — Solo Musica

## Состав
- Кирилл Кравцов — художественный руководитель
- Михаил Дегтярёв
- Кирилл Тимофеев
- Сергей Драбкин — автор аранжировок